# Andrzej Piaseczny

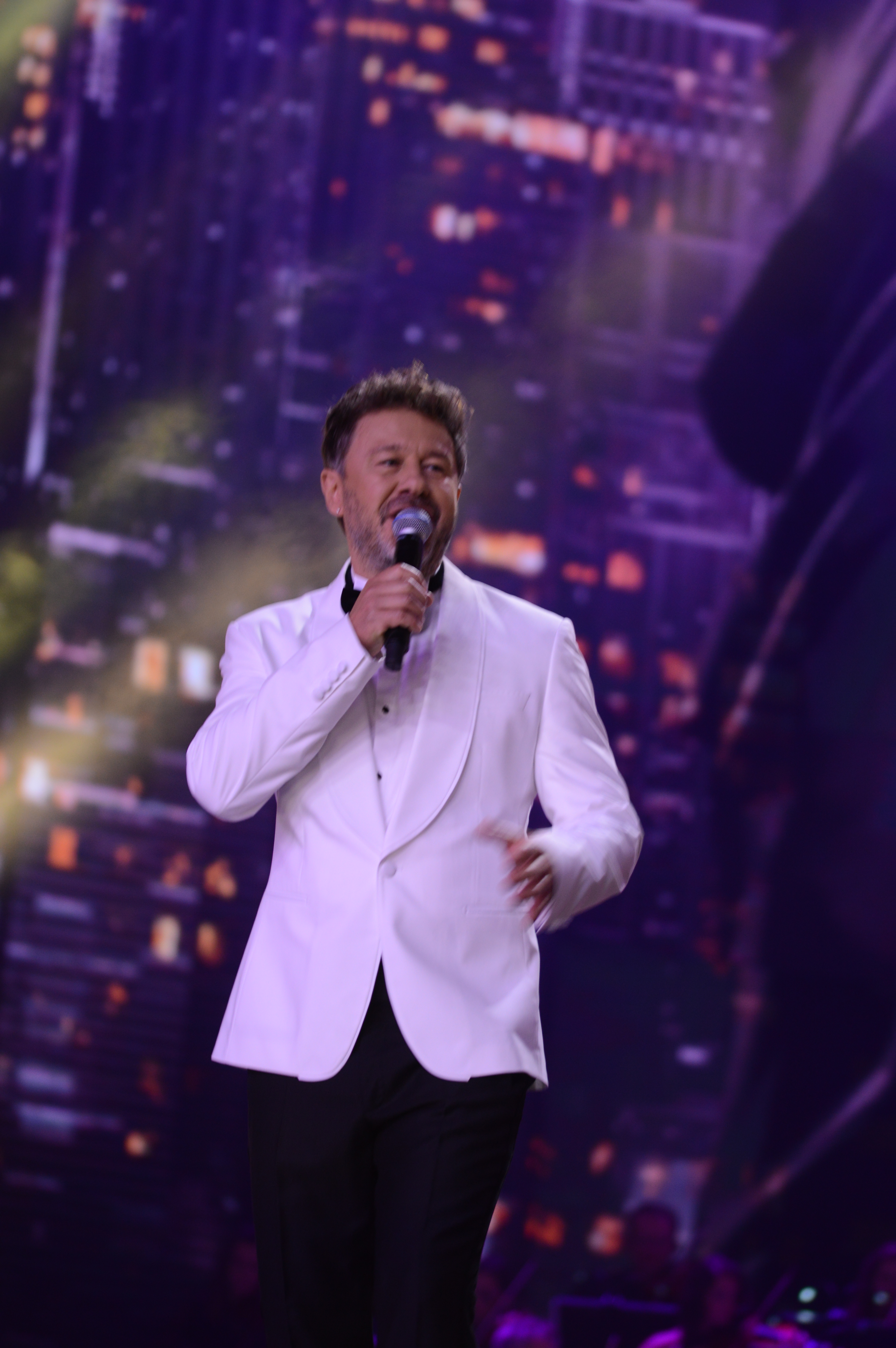
Andrzej Piaseczny, 2022

Andrzej Tomasz Piaseczny   (Pionki, 6 de janeiro de 1971-), mais conhecido como as Piasek, é um cantor polaco.
Piasek representou a Polónia no Festival Eurovisão da Canção 2001 com a canção  "2 Long" que terminou em 20.º lugar (entre 23 participantes), tendo recebido um total de 11 pontos. 
Ele nasceu em Pionki, uma pequena cidade do centro da Polónia: Depois de terminar os estudos secundários, ele frequentou o colégio WSP  em Kielce, onde estudou música. Aí conheceu outros músicos, com quem fundou  "Mafia", uma banda de  música soft rock/pop music.

## Discografia

### Solo
- 1998 Piasek (Platina)
- 2000 Popers
- 2003 Andrzej Piaseczny
- 2004 Największe Przeboje
- 2005 Jednym Tchem (Platina)
- 2008 15 Dni (Platin)
- 2009 Spis rzeczy ulubionych

### Com Mafia
- 1993 Mafia
- 1995 Gabinety
- 1996 FM (Platin)

### Com Robert Chojnacki
- 1995 Sax & Sex (dreifach Platin)
- 1995 Sax & Dance
- 2006 Saxophonic